# Gathemo
Gathemo is een gemeente in het Franse departement Manche (regio Normandië) en telt 286 inwoners (2004). De plaats maakt deel uit van het arrondissement Avranches.

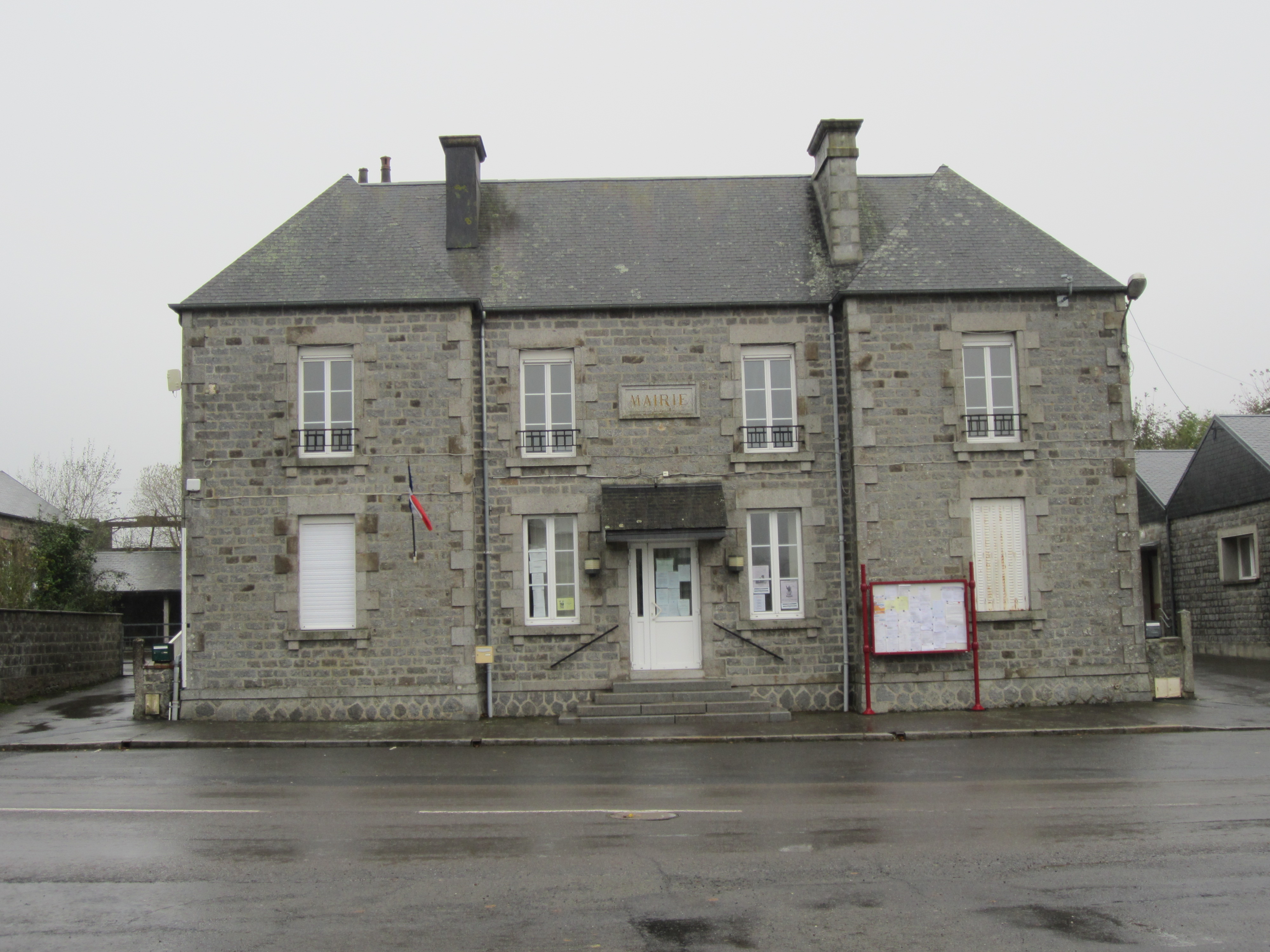
Gemeentehuis
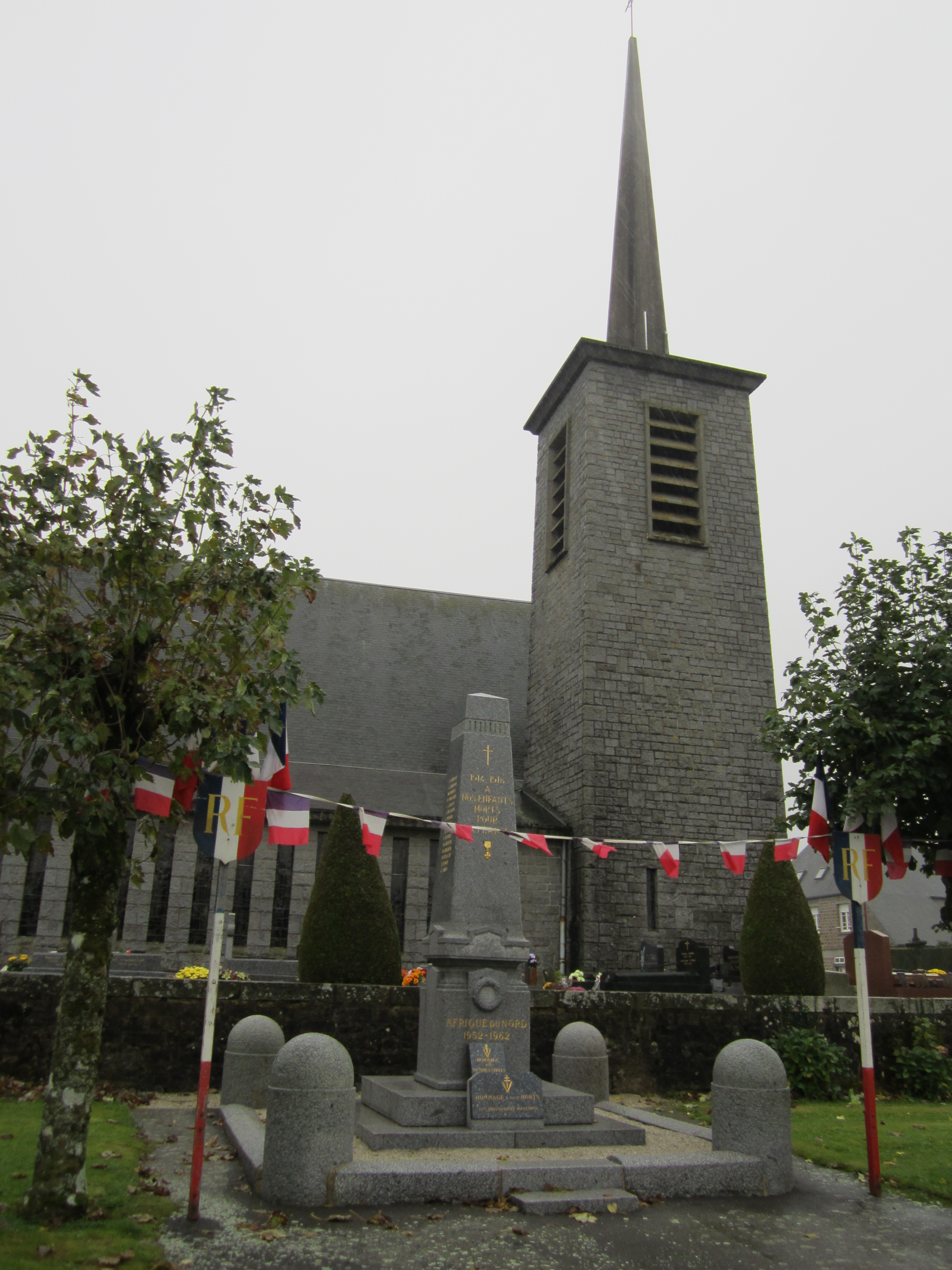
Notre-Dame de Gathemo

## Geografie
De oppervlakte van Gathemo bedraagt 10,4 km², de bevolkingsdichtheid is 27,5 inwoners per km².
De onderstaande kaart toont de ligging van Gathemo met de belangrijkste infrastructuur en aangrenzende gemeenten.

## Demografie
Onderstaande figuur toont het verloop van het inwonertal (bron: INSEE-tellingen).

1. ↑  Populations de référence 2022.